# Limba mayașă clasică
A nu se confunda cu limbi mayașe — o familie de limbi vorbite în America Centrală și în nordul Americii Centrale.
Limba mayașă clasică este cea mai veche membră atestată istoric a familiei de limbi mayașe. Acesta a fost principala limbă folosită în inscripțiile precolumbiene ale civilizației mayașe din era clasică. 

## Relații
Limba mayașă clasică este descendenta limbii proto-mayașe și strămoșul comun al trei limbi comune mayașe: cholan, yucatecan și huastecan. 

## Gramatică
Ca și restul limbilor mayașe, limba mayașă clasică este formată pe structura verb-subiect-obiect în tipologia sa de bază. Fiind polisintetică, limba se folosește atât cu prefixe, cât și cu sufixe pentru a arăta funcțiile gramaticale. 
Însă, substantivele nu au cazuri sau genuri. Verbele nu sunt conjugate și nu se ține cont de timpuri, ci mai degrabă sunt semantic modificate printr-o serie de particule de aspect.